# Carlos Mortensen
Juan Carlos Mortensen, né le 13 avril 1972 à Ambato en Équateur est un joueur professionnel de poker.
Carlos Mortensen a émigré aux États-Unis à la fin des années 1990 pour jouer au poker et vivre de sa passion. Il s'installe à Madrid, et possède la nationalité espagnole.
En mai 2001, il remporte le main event des World Series of Poker et 1 500 000 $.
En mai 2003, il gagne le 5 000 $ WSOP Limit Hold'em et 251 680 $.
En octobre 2004, il remporte le World Poker Tour North American Poker Championship et 1 000 000 $.
En avril 2007, il gagne le 25 000 $ WPT Championship et 3 970 415 $.
En mars 2010, il remporte le World Poker Tour Hollywood Poker Open et 393 820 $.

En 2018, ses gains en tournois dépassent les douze millions de dollars.